# Merced (estación)
Merced es una de las estaciones que forman parte del Metro de la Ciudad de México, perteneciente a la Línea 1. Se ubica en el centro de la Ciudad de México, en el límite de las alcaldías Cuauhtémoc y Venustiano Carranza.

## Información general
La estación recibe su nombre por el mercado de la Merced (en el barrio del mismo nombre), que antiguamente fue el centro de comercio de los productos rurales en la ciudad y uno de los de mayor tradición. Con el paso de los años la Central de Abasto es mayor, pero aun así, el mercado de la Merced tiene una gran afluencia y la estación está conectada a él directamente, y queda justamente en su interior; a ello se debe que el isotipo de la estación muestra una caja de manzanas.

### Remodelación
La estación fue clausurada el 11 de julio de 2022 debido a los trabajos de remodelación de la Línea 1 del Metro. El proyecto contemplaba inicialmente la reapertura de la estación en febrero de 2023. Durante la remodelación se habilitaron varias rutas de autobuses de RTP para suplir la demanda de transporte.
La estación fue reabierta el 29 de octubre de 2023, siete meses después de la fecha prevista. La reapertura incluyó que el acceso a la estación sólo se pudiera realizar mediante la tarjeta de movilidad integrada, retirando la posibilidad de ingresar mediante boleto.

## Afluencia
En 2014, Merced se convirtió en la 16° estación más utilizada de la red, al registrar en promedio una afluencia de 208,697 pasajeros en día laborable.

### Afluencia
La siguiente tabla muestra la afluencia de la estación en los últimos 10 años:
| Afluencia Anual de Pasajeros | Afluencia Anual de Pasajeros | Afluencia Anual de Pasajeros | Afluencia Anual de Pasajeros | Afluencia Anual de Pasajeros | Afluencia Anual de Pasajeros |
| ---------------------------- | ---------------------------- | ---------------------------- | ---------------------------- | ---------------------------- | ---------------------------- |
| Año                          | Afluencia                    | A Diario                     | Ranking                      | Incremento                   | Ref.                         |
| 2024                         | -                            | -                            | -                            | -                            |                              |
| 2023                         | 1,563,531                    | 4,283                        | 168°/187                     | -74.82%                      | [ 6 ]                        |
| 2022                         | 6,208,209                    | 17,008                       | 57°/175                      | -45.78%                      | [ 7 ]                        |
| 2021                         | 11,449,206                   | 31,367                       | 11°/195                      | +18.37%                      | [ 8 ]                        |
| 2020                         | 9,672,525                    | 26,437                       | 19°/195                      | -46.65%                      | [ 9 ]                        |
| 2019                         | 18,129,244                   | 49,669                       | 16°/195                      | +1.66%                       | [ 10 ]                       |
| 2018                         | 17,833,957                   | 48,860                       | 17°/195                      | -1.74%                       | [ 11 ]                       |
| 2017                         | 18,149,919                   | 49,725                       | 16°/195                      | -6.02%                       | [ 12 ]                       |
| 2016                         | 19,312,283                   | 52,765                       | 15°/195                      | -0.68%                       | [ 13 ]                       |
| 2015                         | 19,444,093                   | 53,271                       | 16°/195                      | -1.06%                       | [ 14 ]                       |

## Conectividad

### Salidas
- Poniente: Eje 1 Oriente Avenida Anillo de Circunvalación y Plaza Carrizal, colonia Merced
- Oriente: Interior del Mercado de la Merced, colonia Merced Balbuena

### Conexiones
Existen conexiones con las estaciones y paradas de diversos sistemas de transporte:
- Línea 4 sur del Metrobús.

## Sitios de interés
- Mercado de Sonora
- Mercado de Ampudia
- Escuela Nacional Preparatoria Plantel 7